# Strandgoed (hoorspel)
Strandgoed is een hoorspel van Harald Mueller. Strandgut werd op 8 juni 1973 door de Bayerischer Rundfunk uitgezonden. Gérard van Kalmthout vertaalde het en de KRO zond het uit in het programma Theater op dinsdag 18 november, van 21:20 uur tot 22:15 uur 1975 (met een herhaling op dinsdag 24 augustus 1976). De regisseur was Léon Povel.

## Rolbezetting
- Paula Majoor
- Gerrie Mantel
- Eric Schuttelaar

## Inhoud
Een jong echtpaar - hij een arbeider, zij een verkoopster - aan het strand, ergens aan zee. Hun achtjarig dochter werd tijdens een moment van onachtzaamheid door de ebstroom meegezogen. Alle reddingspogingen waren tevergeefs. Nu hopen ze beiden, dat de vloed hun verdronken kind weer doet aanspoelen…